# Semuc Champey

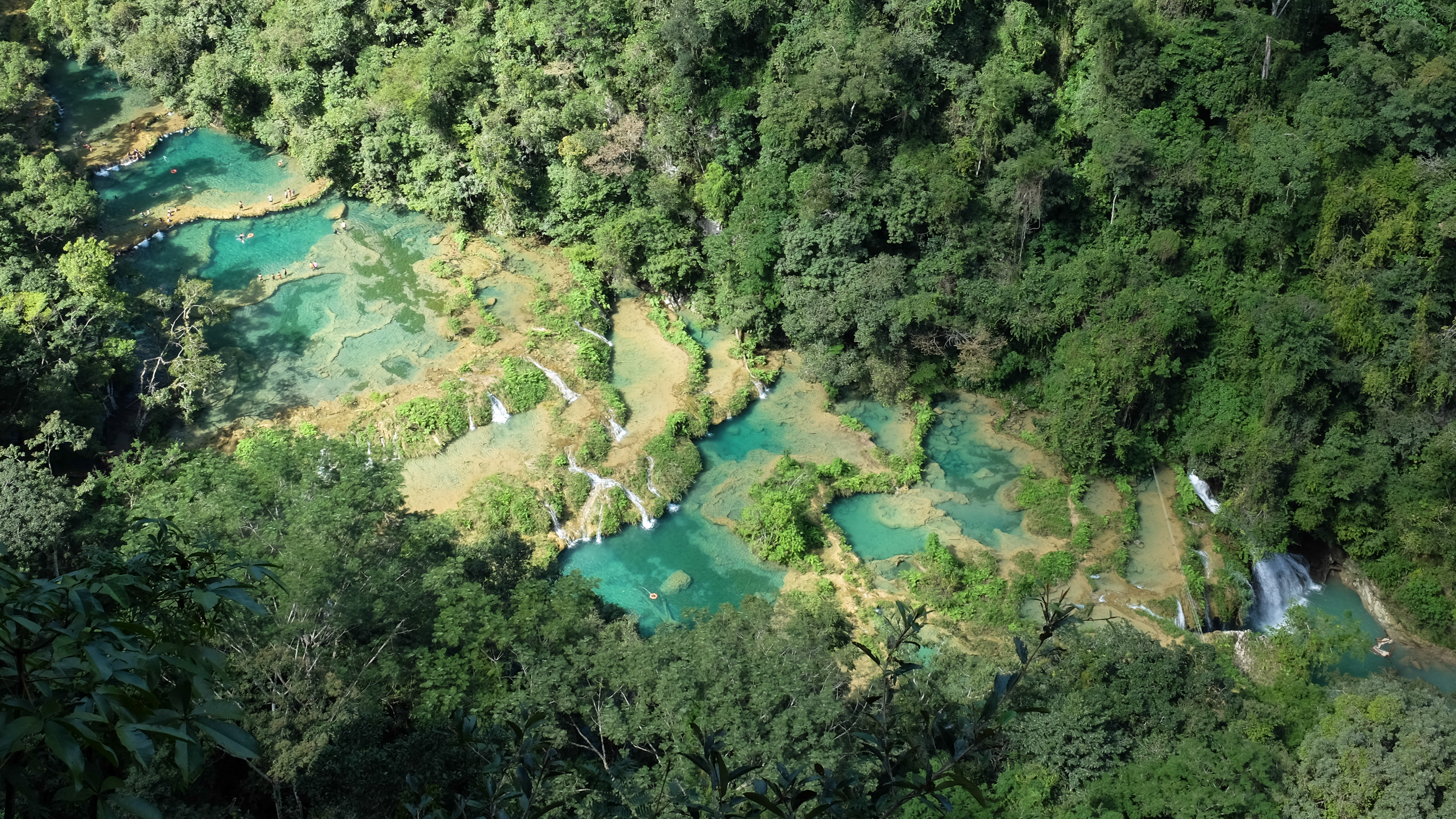
Luftaufnahme

Semuc Champey (deutsch „dort, wo das Wasser verschwindet/sich versteckt“) ist ein Naturschutzgebiet (Monumento Natural) in Guatemala, das im Departamento Alta Verapaz ungefähr 12 km südlich der Stadt Lanquín liegt. Das beliebte Touristenziel besteht aus vielen türkisgrünen Wasserbecken von einem bis drei Metern Tiefe, die vom Fluss Río Cahabón gespeist werden. Die Farbe des Wassers variiert je nach Jahres- und Tageszeit sowie dem aktuellen Wetter. Der Fluss fließt unter den Becken hindurch und tritt hinter den Becken wieder aus dem Felsen. Wegen der starken Strömung ist der Fluss an dieser Stelle recht gefährlich, in den Becken ist Baden problemlos möglich. 
1999 wurde Semuc Champey vom damaligen Präsidenten Álvaro Arzú Irigoyen zum guatemaltekischen Naturerbe ernannt.
Die Hostels in Lanquín sowie einige örtliche Touristenbüros bieten Touren zu den Becken sowie zu weiteren Touristenattraktionen in der Umgebung an.

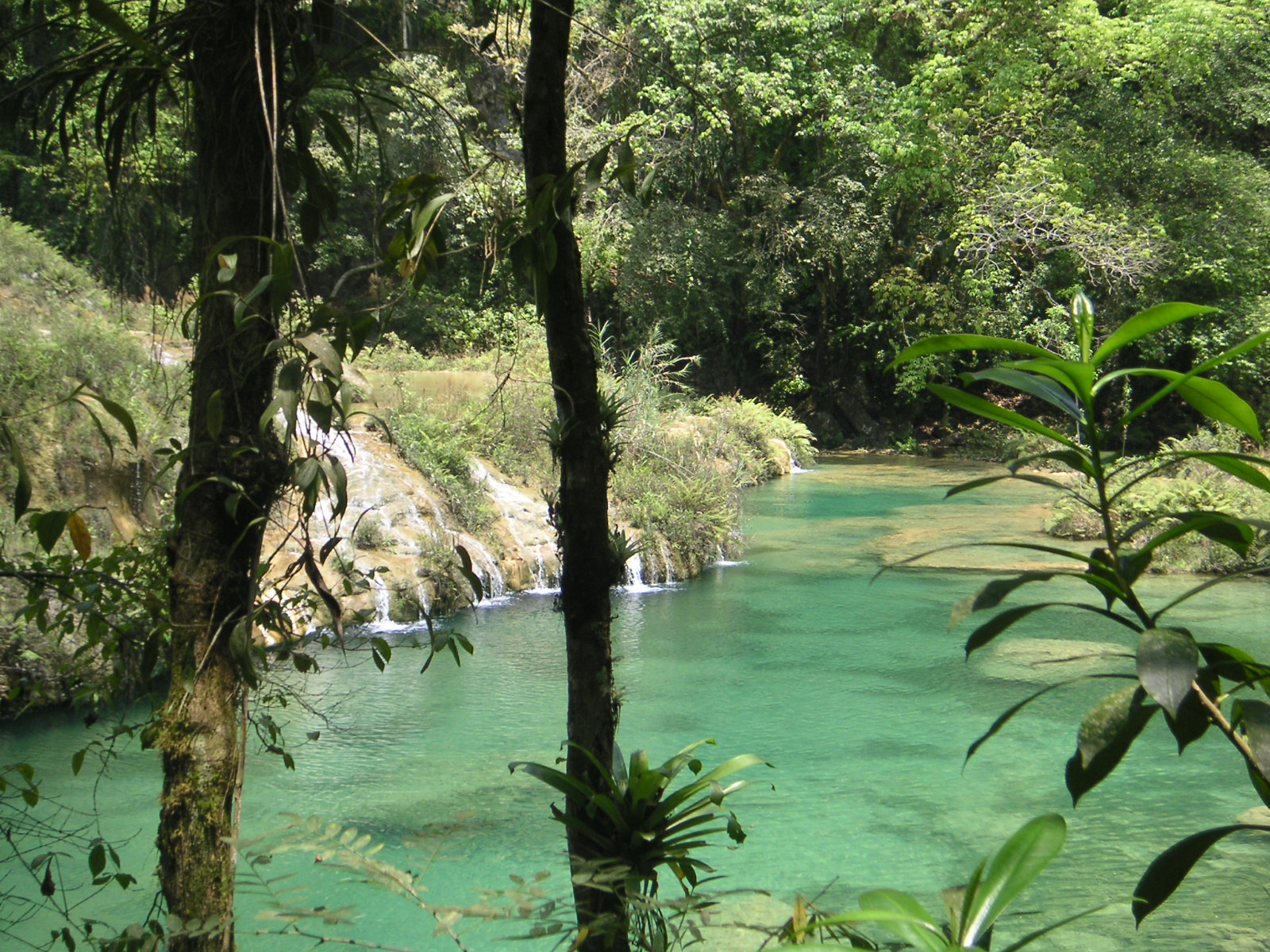
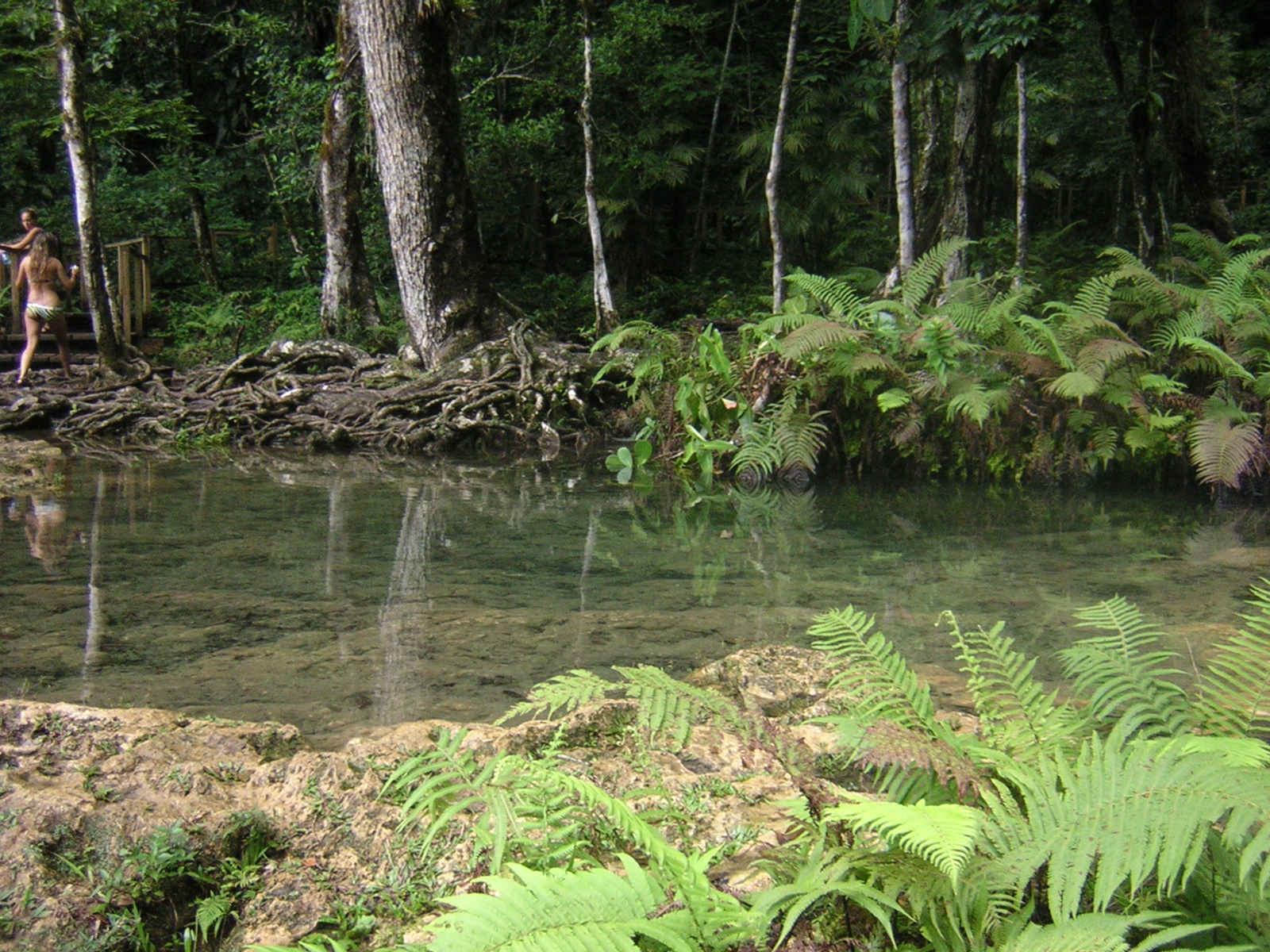
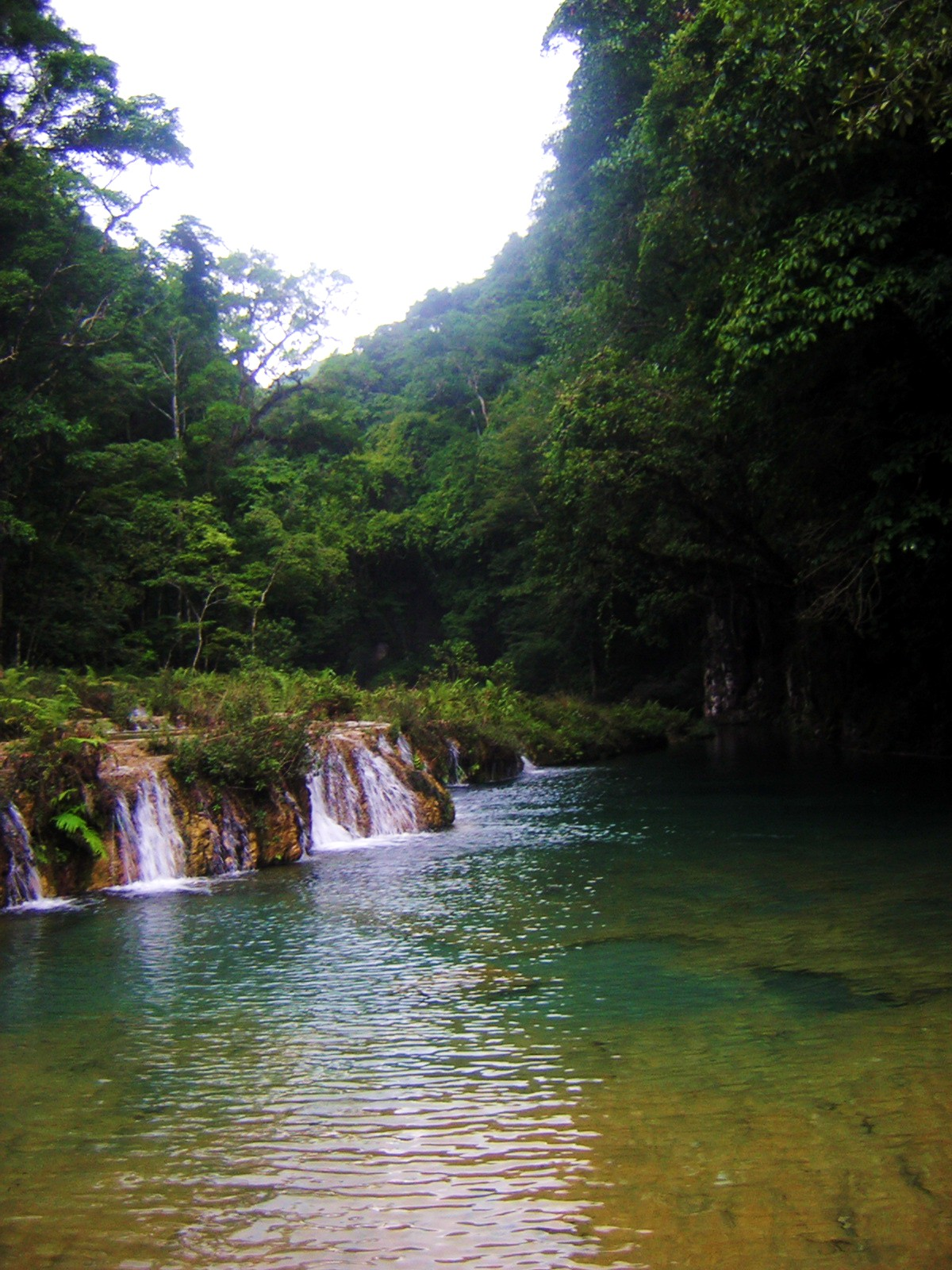
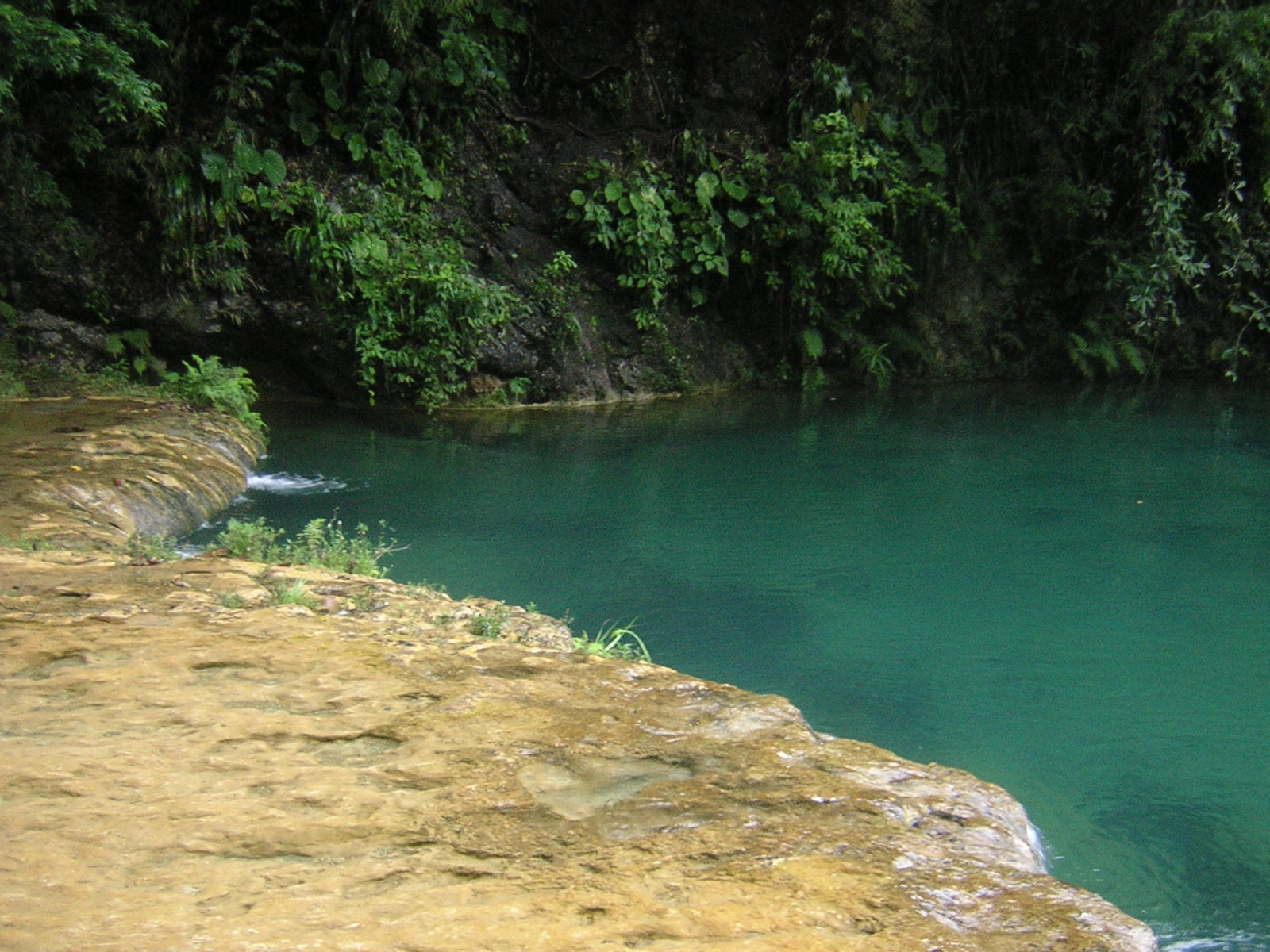
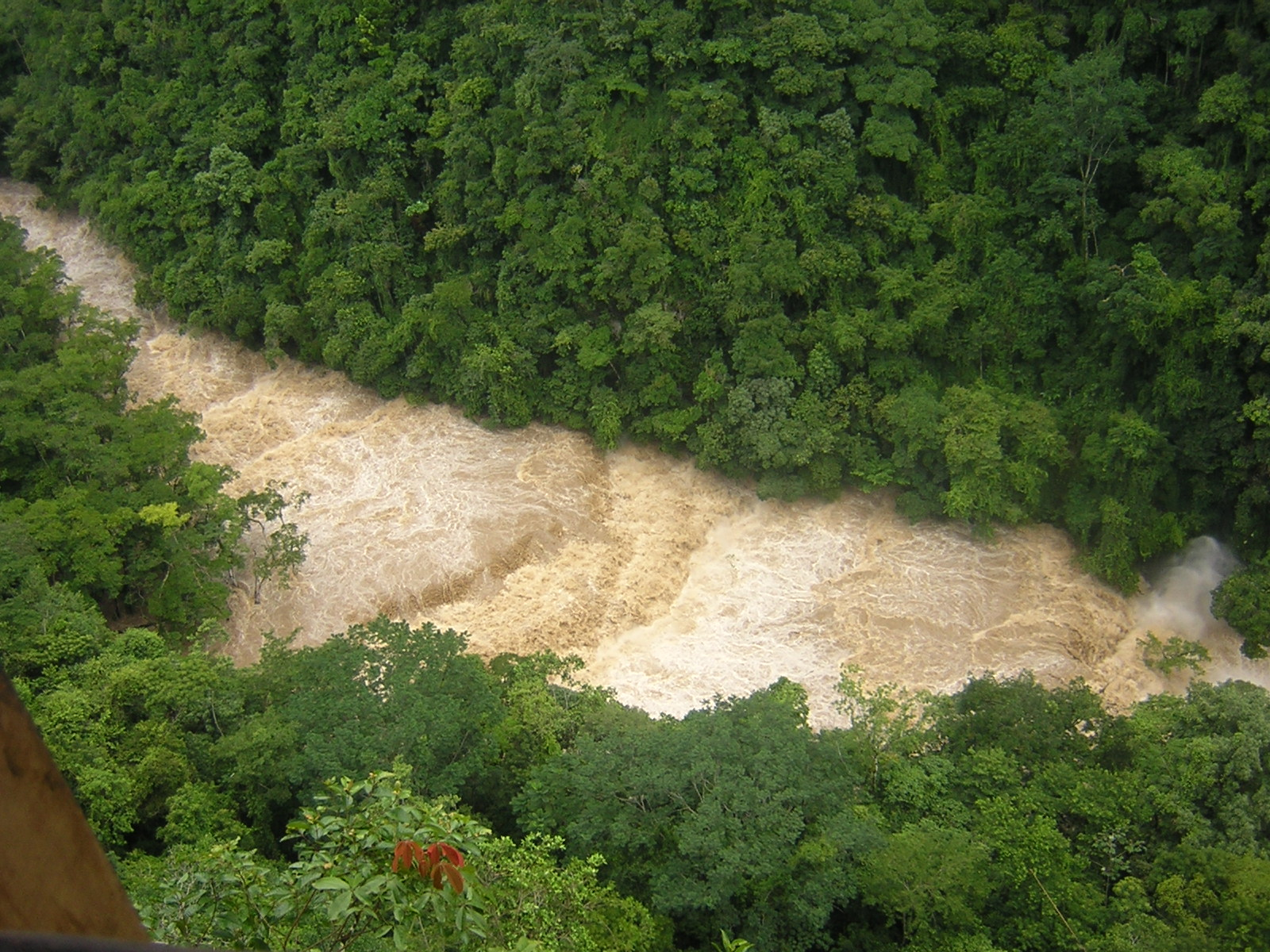
Semuc Champey aus Vogelperspektive, während eines Hochwassers 2007